# Муравлянка (деревня, Кимовский район)
Муравлянка — деревня в Кимовском районе Тульской области России.
В рамках административно-территориального устройства входит в Молоденский сельский округ Кимовского района, в рамках организации местного самоуправления входит в сельское поселение Епифанское.

## География
Расположена в 35 км к юго-востоку от железнодорожной станции города Кимовск.

## Население
| 2002 | 2010 |
| ---- | ---- |
| 346  | ↘290 |

Население — 290 чел. (2010). 